# Nemzetközi Sakkszövetség
A Nemzetközi Sakkszövetség (Fédération Internationale des Échecs, FIDE) egy nemzetközi szervezet, amely koordinálja a sakk mint sportág nemzetközi életét, nyilvántartja és minősíti a sakkversenyzőket, szervezi a Sakkvilágbajnokság, Női sakkvilágbajnokság, ifjúsági és junior világbajnokságokat, a sakkolimpiákat, kontinensbajnokságokat és egyéb nemzetközi versenyeket, meghatározza a nemzetközileg érvényes szabályokat. A szövetséget 1924. július 20-án alapították Párizsban.

## Megalakítása
A VIII. nyári olimpiai játékokhoz kapcsolódóan, azzal egyidejűleg rendezték meg  Párizsban az első nemhivatalos sakkolimpiát. A verseny végére, július 20-ára időzítették a Nemzetközi Sakkszövetség (FIDE) megalakítását. A 15 alapító tag között Magyarország képviseletében Abonyi István vett részt. Ekkor határozták meg a szervezet mottóját is: Gens una sumus – Egy családba tartozunk.
Az alapító tagok: Abonyi István (Magyarország), Roberto Grau (Argentína), Ion Gudju (Románia), Florenziano Marusi (Olaszország), Marc Nicolet (Svájc), Jakov M. Ovadija (Jugoszlávia), Penalver y Zamora (Spanyolország), Francis Huber Rawlins (Nagy-Britannia), Alexander Rueb (Hollandia), Karel Skalička (Csehszlovákia), Stephen Francis Smith (Kanada), Izaak Towbin (Lengyelország), Anatol Tschepurnoff (Finnország), Pierre Vincent (Franciaország), Leon Weltjens (Belgium). Elnöknek a holland Alexander Ruebet választották.

## Eddigi elnökei
| Elnök | Elnök                              | Hivatalban | Hivatalban | Ország         |
| ----- | ---------------------------------- | ---------- | ---------- | -------------- |
| 1.    | Alexander Rueb (1882 − 1959)       | 1924-1939  | 1946-1949  | Hollandia      |
| 2.    | Augusto de Muro (? - 1959)         | 1939       | 1946       | Argentína      |
| 3.    | Folke Rogard (1899 – 1973)         | 1949       | 1970       | Svédország     |
| 4.    | Max Euwe (1901 – 1981)             | 1970       | 1978       | Hollandia      |
| 5.    | Friðrik Ólafsson (1935 – )         | 1978       | 1982       | Izland         |
| 6.    | Florencio Campomanes (1927 – 2010) | 1982       | 1995       | Fülöp-szigetek |
| 7.    | Kirszan Iljumzsinov (1962 – )      | 1995       | 2018       | Oroszország    |
| 8.    | Arkagyij Dvorkovics (1972 – )      | 2018       |            | Oroszország    |

## Jelenlegi helyzete
A Szövetségnek 2018-ban 189 tagországa van. A Nemzetközi Sakkszövetséget a Nemzetközi Olimpiai Bizottság 1999-ben nemzetközi sportszövetségnek ismerte el, és felvette az Association of International Olympic Committee Recognised International Sports Federations tagjai közé.
A FIDE 2014. évi kongresszusán, amelyet a 2014-es sakkolimpiával egyidejűleg tartottak, újabb 4 évre a kalmük Kirszan Iljumzsinovot választották főtitkárnak. A titkos szavazás során 110 szavazatot kapott, míg a másik jelölt Garri Kaszparov korábbi sakkvilágbajnok 61-et.
Jelenlegi elnöke az orosz politikus és közgazdász, Oroszország korábbi miniszterelnök-helyettese, Arkagyij Dvorkovics, akit a FIDE 89., Batumiban tartott kongresszusán (a 2018-as sakkolimpia ideje alatt) választottak meg.
A FIDE kalkulálja a versenyzők Élő-pontszámait, és adományozza a versenyeredmények alapján a FIDE-mester, a nemzetközi mester és a nemzetközi nagymester címeket. Ugyancsak a FIDE kompetenciája a nemzetközi versenybírói (International Arbiter), valamint a FIDE mesteredzői (FIDE Senior Trainer) cím adományozása.